# Beate Paulus
Beate Eleutherie Paulus, geborene Beate Eleutherie Hahn (geboren am 8. Januar 1778 in Kornwestheim; gestorben am 24. Januar 1842 im Salon bei Ludwigsburg) war eine württembergische Pietistin und Pfarrfrau.

## Leben
Sie war eine Tochter des Pfarrers Philipp Matthäus Hahn aus dessen zweiter Ehe mit Beata Regina, geborener Flattich. Ihr Elternhaus war sowohl pietistisch wie humanistisch geprägt, weshalb sie entsprechend gebildet war. Nach dem Tod des Vaters kam sie zehn Jahre lang bei verschiedenen Verwandten unter, wo sie meist im Haushalt aushalf.

### Pfarrfrau
Sie heiratete am 24. April 1800 den Pastor Carl Friedrich Paulus (1763–1828) – ein Cousin des rationalistischen Theologen Heinrich Eberhard Gottlob Paulus –, der die Lehre ihres Vaters schätzte und seit 1799 eine Anstellung in Reichenbach hatte. Der Ehe entstammten sechs Söhne und sechs Töchter, darunter Beate Eleutherie (1801–1861), Karl Friedrich (1804–1867, Arzt), Philipp Wilhelm (1806–1870, Apotheker), Ernst Philipp (1809–1878, Theologe), Christoph Ludwig (1811–1893, Vorsteher der Tempelgesellschaft), Johann Immanuel Martin (1814–1876, Pfarrer), Pauline (1818–1893) und Gottlob Fürchtegott (1820–1858, Arzt).
Weil Carl Friedrich Paulus die neue württembergische Religionspolitik nicht schätzte und die neue Liturgie, welche König Friedrich eingeführt hatte, nicht einhielt, wurde er 1809 in die kleinere Gemeinde Ostelsheim strafversetzt. Aufgrund von Fürsprachen bei der Kirchenleitung seitens einflussreicherer Familienmitglieder konnte er 1814 als Pastor nach Talheim wechseln. Die finanzielle Situation der stets weiter wachsenden Familie blieb schlecht, gerade weil Beate Paulus für ihre Kinder auf Lateinschule und Studium bestand, vorzugsweise ein Studium der Theologie, um die Lehre ihres Vaters weiter zu verbreiten. Finanzielle Unterstützung für diese Zwecke erhielt sie von der Mutter; die Kinder kamen in der Gymnasial- und Studienzeit meist bei verschiedenen Verwandten an den Schulstandorten unter. Doch auch in „ihrer“ Pfarrei lieh sie sich Geld und bewirtschaftete zugleich das Pfarrgut selbst. Diese kompromisslose Förderung des Bildungswegs der Kinder sorgte für Streit mit ihrem Mann sowie weiteren Personen, welche sie als Rationalisten ansah. Aus Berichten der Kinder sind aus dieser Zeit insbesondere ihre intensiven Gebete auf dem Speicher des Pfarrhauses überliefert worden, in denen sie Gott um Einsicht, Eingebung und Wunder bat.

### Schulgründung
Ihr Mann starb 1828, die Pfarrstelle in Talheim wurde im Folgejahr neu besetzt und Paulus zog nach Begleichung der meisten Schulden nach Münchingen, wo sie die frühere Wohnung ihrer verstorbenen Mutter beziehen konnte. Von dort zog sie wiederum 1831 in die benachbarte Evangelische Brüdergemeinde Korntal um, wo ihre ältesten Söhne nun praktizierten und wo eine Religionsausübung in ihrem Sinne gestattet war. Um die Schulbildung ihrer jüngsten Kinder zu gewährleisten, gründete Beate Paulus dort 1835 eine neue, private Bildungseinrichtung, in der anfangs nur eine sehr geringe Zahl Schüler aufgenommen wurden. Als eine Erweiterung nötig wurde, gab es jedoch durch die Gemeindeältesten keine Genehmigung.
Daher zog Beate Paulus mit ihren Söhnen im November 1837 in den sogenannten Salon zwischen Ludwigsburg und Kornwestheim um, wo sie auch ihre Privatwohnung nahm. Die Wissenschaftliche Bildungsanstalt am Salon sollte Raum für 120 Schüler bieten und wurde nach ihrem Tod von zweien ihrer Söhne als christlich-humanistische Bildungsstätte mit dem Namenszusatz Gebrüder Paulus fortgeführt. 1879 wurde die private Schule geschlossen.
Bei einer Schneeballschlacht mit ihren Zöglingen erkrankte Beate Paulus am 18. Januar 1842 an einer Lungenentzündung und starb innerhalb weniger Tage. Die Trauerandacht hielt ihr Schwiegersohn, der Theologe Christoph Hoffmann, der Sohn des Korntal-Mitbegründers, der 1841 ihre Tochter Pauline geheiratet hatte.

## Würdigung
Ihr dritter Sohn Philipp zeichnete ihre Biographie auf, die bis ins 20. Jahrhundert von christlichen Verlagen vielfach neu aufgelegt wurde. Auch ihre Tagebuchaufzeichnungen aus Talheim von 1817 bis 1829 wurden ediert herausgegeben.
Nach Beate Paulus wurden mehrere öffentliche Einrichtungen und Straßen in Baden-Württemberg benannt: der Beate-Paulus-Platz in Talheim, die Beate-Paulus-Straße in Kornwestheim und evangelische Kindergärten in Trossingen, Klosterreichenbach und Kornwestheim.